# 梁淑莊
梁淑莊（英語：Julie Leung Shuk Chong、1947年10月16日—2020年10月2日），原名梁细萍，香港已故女演員，籍貫广东省顺德，前麗的電視及亞洲電視女艺員，演出多部電視劇，也担任过婦女節目《下午茶》主持人。丈夫是已故藝人劉志榮。

## 生平
麗的映聲藝訓班第四期（1970年）畢業。早期以新聞報導員兼藝員身份入職麗的電視，其後轉職為全職藝員。她早年第一段婚姻失敗，有一子一女，離異後由前夫撫養，1985年與劉志榮結婚，育有一子劉健樂。1990年代以後，息影退出娱樂圈，以做生意為主。
2020年10月2日凌晨2時，梁淑莊因胰臟癌在香港浸信會醫院病逝，享壽73歲。

## 電視劇（麗的電視/亞洲電視）
- 1975年 《聊齋誌異之陸判》飾 女主角[10]
- 1978年 《追族》飾 袁佩環
- 1978年 《李後主》飾 大周后
- 1978年 《鱷魚淚》
- 1979年 《沈勝衣·銀劍恨》飾 霍秋娥
- 1979年 《天蠶變》飾 沈曼君
- 1980年 《浮生六劫》飾 林麗卿
- 1980年 《大地恩情》飾 阿香
- 1980年 《四口之家》
- 1981年 《浴血太平山》飾 彭觀帶
- 1983年 《洋蔥花》
- 1983年 《阿SIR阿SIR》
- 1985年 《十兄弟》飾 程蕙嫻
- 1985年 《阮玲玉》飾 林妙仙
- 1987年 《文學電視之月牙兒》飾 月牙兒娘親
- 1987年 《風水輪流轉》
- 1990年 《藍月亮》飾 歐陽月琴
- 1990年 《法本無情》
- 1990年 《Q表姐》飾 紅荳姨
- 1991年 《劍神》飾 沈湘雲
- 1991年 《觸電情緣》
- 1992年 《皇城爭霸》飾 醇王福晉
- 1994年 《龍泉奇俠》飾 柳艷梅

## 電影
- 1982年 《女人檔案》
- 1985年 《女人風情話》

## 主持節目
- 《賽馬錦囊》（1971年）[11]
- 《麗的電視午間新聞》（1973年）
- 《貓頭鷹時間》（1979年）
- 《清一色筒索萬》（1981年）
- 《着燈開飯睇電視》（1982年）
- 《七彩繽紛話香港》（1983年）
- 《下午茶》（1984年）
- 《午間小敘》

## 外部連結
- 亞視百人-梁淑莊
- 梁淑莊在香港影庫上的簡介